# Klenovik, Škocjan
Klenovik je razpršeno naselje v občini Škocjan na jugovzhodu Slovenije. Je na križišču poti, ki vodijo proti Novemu mestu, Krškemu, Sevnici, Šentjerneju in Mirnski dolini. Reka Krka riše južno mejo občine, na zahodu jo obdaja vinorodno območje Vinjega vrha, proti vzhodu pa se odpira vse do močvirnih ravnic Krakovskega gozda. Na severu poteka meja po obrobju Krškega gričevja. Od Novega mesta je oddaljen približno 25 kilometrov. Klenovik ima približno 107 prebivalcev.
Ob Klenoviku je dolina Zagraški log z ohranjeno kulturno krajino. Nad dolino se dvigajo gorice, imenovane Zagraška gora.
V Zagraškem logu lahko najdemo veliko energiskih točk.

## Slike
Slika naselja